# Garibaldi (piroscafo)
Il Garibaldi è stato un piroscafo passeggeri appartenuto con questo nome alla Tirrenia di Navigazione dal 1937 al 1946. Costruito nel 1906 per il Lloyd Italiano come Virginia, prestò in seguito servizio per la Società Ligure Brasiliana, per la Compagnia Italiana Transatlantica (CITRA) e infine per la Tirrenia. Affondato in porto a Genova durante la seconda guerra mondiale, fu recuperato e demolito a La Spezia.

## Caratteristiche
Lungo 120 metri e largo 14,5, il Garibaldi aveva otto paratie stagne e cinque ponti, due dei quali continui da poppa a prua. Era spinto da due macchine alternative a vapore a triplice espansione, con una potenza complessiva di 4 000 cavalli, che gli permettevano di raggiungere una velocità di servizio di 12 nodi. Inizialmente pensato per trasportare migranti, disponeva in origine di 20 posti in cabina e circa 1500 nei cameroni; in seguito al passaggio alla Società Ligure Brasiliana le sistemazioni per i passeggeri furono profondamente riviste, riducendo la capienza complessiva ma dotando la nave di eleganti ambienti di prima classe. Nei suoi ultimi anni, in servizio per Tirrenia, il Garibaldi poteva trasportare un massimo di 460 passeggeri e disponeva di 31 cabine di prima classe, 19 di seconda classe, 8 cabine e due dormitori di terza classe, oltre ad una cella per eventuali detenuti e ad una cabina per i carabinieri di scorta; i posti letto totali erano 218. Le sale pubbliche a bordo comprendevano una sala da pranzo per ogni classe, un salone riservato ai passeggeri di prima classe e uno ai passeggeri di seconda e una saletta con bar. 

## Servizio
Il piroscafo fu varato nell'ottobre 1906 ai cantieri navali di Riva Trigoso col nome di Virginia e fu consegnato due mesi più tardi al Lloyd Italiano, che lo mise in servizio insieme a tre unità gemelle sulle rotte per migranti verso le Americhe. Nel 1911 fu ceduto, insieme al gemello Florida, alla Società Ligure Brasiliana: le sistemazioni per i passeggeri furono profondamente riviste, riducendo i cameroni per i migranti e aggiungendo degli eleganti ambienti di prima classe. Ribattezzato Garibaldi, tornò in servizio il 18 agosto dello stesso anno, venendo destinato alle linee per il Brasile.
Durante la prima guerra mondiale il Garibaldi fu impiegato per alcuni trasporti di truppe e materiali; in seguito tornò in servizio con buon successo sulle rotte per il Brasile, effettuando l'ultima partenza per il Sud America l'8 giugno 1924. Il 22 dicembre 1925 fu venduto alla Compagnia Italiana Transatlantica (Citra), venendo destinato ai collegamenti per la Somalia. Nel 1932 la Citra confluì nella Tirrenia - Flotte Riunite Florio - Citra: il Garibaldi, dopo un importante intervento di sistemazione degli spazi riservati ai passeggeri, fu impiegato sui collegamenti per Sardegna, Sicilia e Nord Africa. Durante la seconda guerra mondiale alternò il servizio civile a noleggi al Ministero della Guerra; destinato dalla Tirrenia alla linea Civitavecchia - Olbia dal 14 gennaio 1943, il 14 maggio fu semiaffondato nel porto di Civitavecchia da un bombardamento aereo. Recuperato e rimorchiato a Genova per le riparazioni, il 2 agosto 1944 il Garibaldi fu nuovamente colpito durante un bombardamento, affondando in porto. Nel dopoguerra fu recuperato e inviato a La Spezia per la demolizione, che fu completata nel febbraio 1949.